# 末光妙子
末光 妙子（すえみつ たえこ）は、日本の歯科医師であり、医療法人財団匡仁会の理事長。

## 概要
虫歯予防やホワイトニングに関する専門家として、予防歯科や審美歯科の普及活動を行っている。また、ホワイトニング専門医院「ミュゼホワイトニング」の立ち上げやミュゼデンタルグループの監修も行い、口元美容のスペシャリストとしても知られている。
2022年には芸能プロダクション「古舘プロジェクト」とエージェント契約を結び、芸能タレントとしての活動も行っている。

## 資格
- 医療法人財団匡仁会 理事長
- 学校法人東京滋慶学園 新東京歯科技工士学校／新東京歯科衛生士学校 教育課程編成委員
- 日本コスメティック協会 スキンケアマイスター
- 日本大学松戸歯学部病理学講座 研究生

## 経歴
- 2008年 日本大学松戸歯学部 卒業、日本大学松戸歯学部付属病院にて研修
- 2009年 千葉県内 一般歯科医院 勤務
- 2010年 東京都内 自費専門歯科医院 勤務
- 2011年 ホワイトニング専門歯科医院 開業
- 2012年 恵比寿駅前デンタルクリニック 開業
- 2013年 池袋駅前デンタルクリニック 開業
- 2015年 医療法人財団匡仁会 理事長就任
- 2022年 芸能プロダクション古舘プロジェクトとエージェント契約

## 主な活動
- 歯科医院向けホワイトニング知識・技術研修の講師
- 大手企業での口元セミナー、地球こどもサミットや子どもお口電話相談等のイベント出演
- 8020運動をテーマとした予防歯科イベントの開催
- 歯科衛生士学校との教育提携（新東京歯科衛生士学校など）
- オーラルケアアイテムの企画・開発・販売

## 出演履歴

### テレビ
- 関西テレビ放送「やすとも・友近のキメツケ※あくまで個人の感想です」（2021年）
- 関西テレビ放送「土曜はナニする？」の予約の取れない10分ティーチャー（2021年）
- TOKYO MX「美歯NAVI」（2019年）
- 千葉テレビ「ビジネスビジョン」（2019年）
- テレビ東京「NEWSモーニングサテライト」（2017年）
- TBSテレビ「Nスタ」（2012年）

### ラジオ
- ABCラジオ「楽しくおでかけ！どこ行こ！？ラジオ♪」（2020年）
- エフエム大阪「PRIME STYLE FRIDAY」（2020年）
- FM北海道「北川久仁子のbrilliant days×F」（2020年）
- bayfm「田中美里 モーニングクルージン」（2020年）
- 横浜エフエム放送「E-ne!-good for you-」（2020年）

## 監修書籍
- 『小顔音読 - 歯科医師が教える、魔法の早口ことば -』 (美人開花シリーズ)

## 参考リンク
- ミュゼホワイトニング公式ウェブサイト
- WhiteCross 紹介ページ
- 医療法人財団匡仁会公式ウェブサイト
- 古舘プロジェクト公式プロフィール
- Jikeiグループ ニュースページ
- YouTube出演動画
- HMVページ
- タワーレコード商品ページ
- メディア掲載記事
- オフィシャルショップ
- プレスリリース
- COLLAGE SHOP
- 美容情報
- 韓国の医師紹介
- ECサイト
- 新東京歯科衛生士学校